# اس‌ای‌اس والویسبای
اس‌ای‌اس والویسبای (به انگلیسی: SAS Walvisbaai) یک کشتی بود که طول آن 153 ft بود. این کشتی در سال ۱۹۵۸ ساخته شد.